# 1162
Високе Середньовіччя •  Золота доба ісламу •  Реконкіста •  Хрестові походи •  Київська Русь

## Геополітична ситуація
Візантію очолює Мануїл I Комнін (до 1180). Фрідріх Барбаросса є імператором Священної Римської імперії (до 1190), Людовик VII Молодий королює у Франції (до 1180).
Апеннінський півострів розділений: північ належить Священній Римській імперії, середню частину займає Папська область, більша частина півдня належить Сицилійському королівству. Деякі міста півночі: Венеція, Піза, Генуя тощо, мають статус міст-республік.
Південь Піренейського півострова в руках у маврів. Північну частину півострова займають християнські Кастилія, Леон (Астурія, Галісія), Наварра та Арагонське королівство (Арагон, Барселона). Королем Англії є Генріх II Плантагенет (до 1189), королем Данії — Вальдемар I Великий (до 1182).
У Києві княжить Ростислав Мстиславич (до 1167). Ярослав Осмомисл княжить у Галичі (до 1187), Андрій Боголюбський у Володимирі-на-Клязмі (до 1174). Новгородська республіка та Володимиро-Суздальське князівство фактично відокремилися від Русі. У Польщі період роздробленості. На чолі королівства Угорщина став Ласло II (до 1163).
На Близькому сході існують держави хрестоносців: Єрусалимське королівство, Антіохійське князівство, графство Триполі. Сельджуки окупували Персію та Малу Азію, в Єгипті владу утримують Фатіміди, у Магрибі Альмохади, у Середній Азії правлять Караханіди та Каракитаї. Газневіди втримують частину Індії. У Китаї співіснують держава ханців, де править династія Сун, держава чжурчженів, де править династія Цзінь, та держава тангутів Західна Ся. На півдні Індії домінує Чола. В Японії триває період Хей'ан.

## Події
- Імператор Священної Римської імперії Фрідріх Барбаросса захопив і розгромив Мілан.
- Фрідріх Барбаросса уклав угоду з Генуєю, плануючи завоювати Сицилійське королівство.
- Після смерті Гези II королем Угорщини став Іштван III, однак йому довелося поступитися Ласло II, якого підтримувала Візантія.
- Томас Бекет став архієпископом Кентерберійським, звільнився з посади канцлера казначейства, розсварився з королем Генріхом II Плантагенетом.
- Арагонський королем став Альфонсо II Трубадур.
- Королем Єрусалиму став Аморі I.
- У Каїрі владу взяв у свої руки візир Шавар.
- Румський султан Кіліч-Арслан II визнав себе васалом візантійського імператора.
- Пізанці та венеційці розгромили новий генуезький торговельний квартал у Константинополі[1].

## Виноски
1. ↑  Chronologie de l'histoire byzantine du XI au XVe siècle. Архів оригіналу за 14 січня 2014. Процитовано 13 січня 2014. [Архівовано 2014-01-14 у Wayback Machine.]